# Stratiomys canadensis
Stratiomys canadensis is een vliegensoort uit de familie van de Stratiomyidae. De wetenschappelijke naam van de soort is voor het eerst geldig gepubliceerd in 1854 door Walker.